# Made in Abyss
Made in Abyss (メイドインアビス?, Meido in Abisu, lett. "Creato nell'Abisso") è un manga scritto e disegnato da Akihito Tsukushi, pubblicato online sul sito Manga Life Win di Takeshobo a partire dal 20 ottobre 2012. L'edizione italiana viene pubblicata da J-Pop a partire dal 14 marzo 2018.
Un adattamento anime, prodotto da Kinema Citrus e comprendente due stagioni televisive e un lungometraggio, è stato trasmesso in Giappone dal 7 luglio 2017 al 28 settembre 2022. In Italia l'anime viene pubblicato da Dynit, sia in versione sottotitolata che doppiata.

## Trama
Riko, una ragazzina di dodici anni, vive all'orfanotrofio Belchero nella città di Orth. La città si affaccia su un'enorme voragine nel terreno denominata Abisso, dal diametro di 1000 metri e dalla profondità sconosciuta. Questa voragine è una fonte di magici cimeli che vengono raccolti per essere rivenduti in superficie, ed è meta di viaggio per molti esploratori da ogni parte del mondo. Tuttavia, solo pochissimi esploratori esperti, chiamati fischietti bianchi, sono tornati in superficie dagli strati più bassi mentre tutti gli altri sono rimasti in profondità o sono deceduti per causa della maledizione.
Ogni strato di profondità presenta delle caratteristiche differenti a partire dalla vegetazione e dalla fauna che lo popola, per finire ai sintomi di risalita che si fanno più gravi man mano che ci si discende. Un giorno Riko, mentre è in giro nel primo strato dell'Abisso alla ricerca di cimeli viene attaccata da un mostro e Reg, uno strano bambino robotico, la salva scacciando il mostro con un cimelio. Riko, assieme ai suoi amici, elabora uno stratagemma per far adottare anche Reg dall'orfanotrofio Belchero.
Giorni dopo, Riko entra in possesso di un messaggio proveniente dalle profondità dell'Abisso con su scritto un richiamo a scendere nella voragine. Riko è convinta che quel messaggio sia stato spedito da sua madre, Lyza, una dei cinque fischietti bianchi, anche lei un'esploratrice ormai scomparsa da anni, e decide di partire. Anche Reg si decide a partire per aiutare Riko nel suo viaggio e per scoprire le sue vere origini. I due bambini partono di nascosto, aiutati dai loro amici e intraprendono un viaggio con la consapevolezza di non poter più tornare in superficie.
Durante il viaggio capirà che l'abisso è tanto speciale quanto pericoloso, soprattutto per la maledizione e le creature che vivono nei vari strati.

## Personaggi

Nanachi, Riko e Reg addormentati su un campo di Fiori della Perseveranza, nella prima sigla finale della serie.

Riko (リコ?)
Doppiata da: Miyu Tomita (ed. giapponese), Giulia Maniglio (ed. italiana)
Una ragazzina di dodici anni che vive all'orfanotrofio Belchero della città di Orth. Figlia della celebre esploratrice Lyza, è molto curiosa e desidera esplorare l'Abisso come sua madre. Ha memorizzato tutti gli oggetti misteriosi ritrovati nell'Abisso e riportati in superficie. Quando riceve una lettera da sua madre, decide di scendere nell'Abisso, consapevole che si tratterà di un viaggio di sola andata.
Reg (レグ?, Regu)
Doppiato da: Mariya Ise (ed. giapponese), Tamara Fagnocchi (ed. italiana)
Trovato da Riko durante un'esercitazione di ricerca, è un robot dall'aspetto molto simile a quello umano. Dopo aver salvato la bambina da un mostro dell'Abisso, viene portato all'orfanotrofio dove viene "risvegliato" tramite una scarica elettrica, perdendo la memoria. Siccome si ipotizza che venga dalle profondità dell'Abisso, decide di accompagnare Riko nel suo viaggio in modo da ritrovare le sue origini. Essendo un robot, ha capacità fisiche notevoli: può allungare le sue braccia fino a un limite di quaranta metri circa, ha la pelle resistente, non sente freddo e può emettere un raggio estremamente distruttivo dai suoi palmi, pena la caduta nel sonno per due ore dopo dieci minuti dall'emissione. È inoltre immune alla maledizione dell'abisso.
Nanachi (ナナチ?)
Doppiata da: Shiori Izawa (ed. giapponese), Martina Tamburello (ed. italiana)
Una residente del quinto strato dell'Abisso. È una narehate (residuo), una dei sopravvissuti alla maledizione del sesto livello dell'Abisso. Inizialmente era una bambina umana, ma a causa della maledizione subita nel sesto strato dopo essere stata sottoposta a un esperimento del fischietto bianco Bondold con la sua amica Mitty, il suo aspetto è diventato simile a quello di un coniglio umanoide, con pelliccia, orecchie lunghe e lunga coda. Fa la sua prima comparsa quando aiuta Reg a salvare Riko da morte per avvelenamento e per gli effetti della maledizione nel quarto strato. Nanachi riesce a vedere il campo di forza, la vera causa della "maledizione dell'Abisso" descritta come un velo invisibile e intangibile che provoca gli effetti da risalita quando si risale di almeno 10 metri, e ha una vasta conoscenza di medicinali e veleni, si unirà poi a Riko e Reg nel loro viaggio.
Mitty (ミーティ?, Mīti)
Doppiata da: Eri Kitamura (ed. giapponese), Sabrina Bonfitto (ed. italiana): Mitty è un Residuo amorfo. In passato era una normale ragazza umana e una grande amica di Nanachi, e il suo aspetto attuale è il risultato di essere stata usata insieme a Nanachi nell'esperimento di discesa e risalita di Bondrewd dal sesto strato. Quando divenne un Residuo perse il suo intelletto e la sua capacità di comunicare, anche se non quella di percepire sofferenza. Dopo aver subito torture negli esperimenti di Bondold, Nanachi fugge dalla base del fischietto bianco portandola con sé in un nascondiglio nel quarto strato. Il suo corpo è indistruttibile, essendo in grado di rigenerarsi tranne che ai colpi di alcune armi.

### Città di Orth
Nat (ナット?, Natto)
Doppiato da: Mutsumi Tamura (ed. giapponese)
Nat è uno degli amici di Riko all'orfanotrofio. Si lascia intendere che provi dei sentimenti per lei, poiché era quello più fermamente contrario alla sua discesa nell'Abisso.
Shiggy (シギー?, Shigī)
Doppiato da: Manami Numakura (ed. giapponese), Rossmery Petruzzelli (ed. italiana)
Shiggy è un altro degli amici di Riko all'orfanotrofio. Ha aiutato Riko a nascondere la vera natura di Reg agli adulti e, come Nat, sapeva dei piani di Riko per cercare sua madre nell'Abisso.
Jiruo (ジルオ?) / Leader (リーダ?, Rīda)
Doppiato da: Taishi Murata (ed. giapponese), Andrea Oldani (ed. italiana)
È un giovane istruttore assistente con il grado di "Fischietto Lunare" all'orfanotrofio di Belchero. Essendo stato un allievo personale della madre di Riko, è severo ed estremamente perspicace, anche se dietro la sua faccia apparentemente indifferente si cela un'anima compassionevole e onesta. Ha venti anni ed è comunemente chiamato "Leader" dai suoi studenti.
Habolg (ハボルグ?, Haborugu)
Doppiato da: Tetsu Inada (ed. giapponese), Marco Balzarotti (ed. italiana)
Un fischietto nero di mezza età, che riporta in superficie la lettera di Lyza assieme al suo fischietto bianco. Su richiesta di Nat e Shiggy, raggiunge Riko e Reg per dare loro degli importanti consigli sul viaggio.
Kiyui (キユイ?)
Doppiato da: Manami Numakura (ed. giapponese)
Il bambino più giovane dell'orfanotrofio Belchero e uno degli amici di Riko. Kiyui deve ancora raggiungere lo status di fischietto rosso, quindi indossa un campanello e prende parte alle faccende quotidiane dell'orfanotrofio mentre i fischietti rossi si allenano.

### Seeker's Camp
Ozen (オーゼン?, Ōzen)
Doppiata da: Sayaka Oohara (ed. giapponese), Gea Riva (ed. italiana)
Soprannominata "Ozen l'Inamovibile", è una donna alta e tenebrosa con un carattere freddo e distaccato, ma è molto sincera. È la responsabile del Seeker's Camp e ha il grado di Fischietto Bianco; in passato è stata mentore di Lyza, e come fece con lei, si occupa di allenare anche Riko e Reg al viaggio senza ritorno nell'oltretomba.
Marluk (マルルク?, Maruruku)
Doppiato da: Aki Toyosaki (ed. giapponese), Giada Bonanomi (ed. italiana)
È il giovane apprendista di Ozen, è nato nell'abisso e non è mai risalito in superficie. Indossa sempre vestiti femminili e aiuta Riko e Reg ad ambientarsi nel Seeker's Camp.

### Altri personaggi
Lyza (ライザ?, Raiza)
Doppiata da: Maaya Sakamoto (ed. giapponese), Alice Bertocchi, Veronica Cuscusa (da bambina) (ed. italiana)
È la madre di Riko, una giovane esploratrice molto in gamba che gode del ruolo di Fischietto Bianco. All'inizio della storia viene data per morta per via della sua lettera recapitata in superficie.
Bondrewd (ボンドルド?, Bondorudo)
Doppiato da: Toshiyuki Morikawa (ed. giapponese), Patrizio Prata (ed. italiana)
Detto anche "il signore dell'aurora", Bondold il rinnovato.

## Media

### Manga

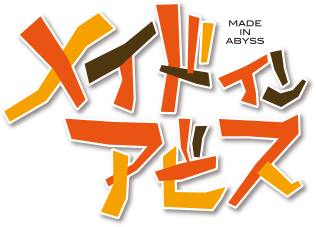
Logo della serie

Il manga, scritto e disegnato da Akihito Tsukushi, ha iniziato la pubblicazione sul sito Manga Life Win di Takeshobo nel 2012. Il primo volume tankōbon è uscito il 31 luglio 2013, e all'8 agosto 2025 ne sono stati messi in vendita in tutto quattordici. In Italia e in America del Nord i diritti sono stati acquistati rispettivamente da Edizioni BD per l'etichetta J-Pop e da Seven Seas Entertainment.

#### Volumi
| 1  | 31 luglio 2013 | ISBN 978-4-8124-8380-0 | 14 marzo 2018     | ISBN 978-88-3275-300-4 |
| 1  | Capitoli - 1. La città della voragine, Orth (大穴の街オース?, Ōana no machi Ōsu) - 2. La spedizione tra gli alberi fossili (樹住まいの化石群?, Ki sumai no kaseki-gun) - 3. La camera di Riko, ex camera delle punizioni (元仕置部屋、リコ私室?, Moto shioki heya, Riko watashi-shitsu) - 4. L'orfanotrofio Belchero (ベルチェロ孤児院?, Beruchero minashigo-in) - 5. La festa della rinascita (復活祭?, Fukkatsu-sai) - 6. Presagio (予兆?, Yochō) - 7. La vigilia della partenza (出発前夜?, Shuppatsu zen'ya) - 8. Andiamo! (いってきます!?, Itte kimasu!)                                                           |                        |                   |                        |
| 2  | 30 giugno 2014 | ISBN 978-4-8124-8716-7 | 30 maggio 2018    | ISBN 978-88-3275-428-5 |
| 2  | Capitoli - 9. Primo strato, l'orlo dell'Abisso (深界一層 アビスの淵?, Fuka-kai issō Abisu no fuchi) - 10. Secondo strato, la foresta delle tentazioni (深界二層 誘いの森?, Fuka-kai nisō sasoi no mori) - 11. Cannone crematorio (火葬砲?, Kasō-hō) - 12. Fondo del secondo strato, la foresta capovolta (二層最下部 逆さ森?, Nisō saikabu sakasa mori) - 13. La base d'osservazione (監視基地?, Kanshi kichi) - 14. La culla antimaledizione (呪い除けの籠?, Noroi noke no kago) - 15. La signora inamovibile (不動卿?, Fudō kyō) - 16. Addestramento per buoni a nulla (ろくでなしの教授法?, Rokudenashi no kyōju-hō) |                        |                   |                        |
| 3  | 20 giugno 2015 | ISBN 978-4-8019-5274-4 | 11 luglio 2018    | ISBN 978-88-3275-488-9 |
| 3  | Capitoli - 17. Addestramento di sopravvivenza (生存訓練?, Seizon kunren) - 18. Terzo strato, la grande faglia (深界三層 大断層?, Shinkai sanzō dai dansō) - 19. Veleno e maledizione (毒と呪い?, Doku to noroi) - 20. Nanachi (ナナチ?, Nanachi) - 21. I ricordi di Reg (レグの記憶?, Regu no kioku) - 22. La vera natura della maledizione (呪いの正体?, Noroi no shōtai) - 23. Il terribile esperimento (恐るべき実験?, Osorubeki jikken) - 24. La liberazione dell'anima (魂の解放?, Tamashī no kaihō) |                        |                   |                        |
| 4  | 30 aprile 2016 | ISBN 978-4-8019-5516-5 | 12 settembre 2018 | ISBN 978-88-3275-556-5 |
| 4  | Capitoli - 25. Rinascita dalle tenebre (闇からの生還?, Yami kara no seikan) - 26. Una nuova partenza (新たなるスタート?, Aratanaru sutāto) - 27. Il giardino dei fiori proibiti (禁域の花畑?, Kin-iki no hanabatake) - 28. L'ingresso al sesto strato (六層への入り口?, Roku-sō e no iriguchi) - 29. Rincontro fatale (運命の再会?, Unmei no saikai) - 30. Pericolo inatteso (思いがけぬ危機?, Omoigakenu kiki) - 31. Disperazione e speranza (絶望と希望?, Zetsubō to kibō) - 32. Scontro estremo (激闘の果て?, Gekitō no hate)                                                                                        |                        |                   |                        |
| 5  | 26 dicembre 2016 | ISBN 978-4-8019-5720-6 | 22 novembre 2018  | ISBN 978-88-3275-616-6 |
| 5  | Capitoli - 33. Sotto la maschera (仮面の正体?, Kamen no shōtai) - 34. Contrattacco (逆襲?, Gyakushū) - 35. Memorie offuscate (記憶の混濁?, Kioku no kondaku) - 36. Il giardino privato del Signore dell'Alba (黎明の箱庭?, Reimei no hakoniwa) - 37. Il Fiore dell'Alba (夜明けの花?, Yoake no hana) - 38. Coloro che sfidano (挑む者たち?, Idomu monotachi) |                        |                   |                        |
| 6  | 29 luglio 2017 | ISBN 978-4-8019-6011-4 | 30 gennaio 2019   | ISBN 978-88-3275-685-2 |
| 6  | Capitoli - 01. Reg (レグ?, Regu) - 39. La capitale del non ritorno (還らずの都?, Kaerazu no miyako) - 40. Vita da residuo (成れ果てし命?, Narehateshi inochi) - 41. Il calcolo del valore (価値の精算?, Kachi no seisan) - 42. La principessa dei residui (成れ果て姫?, Narehate hime) - 02. Mio (ミオ?, Mio) - 03. Jiruo (ジルオ?, Jiruo) |                        |                   |                        |
| 7  | 27 luglio 2018 | ISBN 978-4-8019-6339-9 | 8 maggio 2019     | ISBN 978-88-3275-816-0 |
| 7  | Capitoli - 43. Pericolo imminente (迫り来る危機?, Semari kuru kiki) - 44. Il ristorante dei residui (成れ果て食堂?, Narehate shokudō) - 45. La prigioniera (囚われし者?, Torawareshi mono) - 46. Il richiamo (呼び込み?, Yobikomi) - 47. Il segreto del villaggio (村の秘密?, Mura no himitsu) |                        |                   |                        |
| 8  | 30 maggio 2019 | ISBN 978-4-8019-6627-7 | 23 ottobre 2019   | ISBN 978-88-349-0026-0 |
| 8  | Capitoli - 48. La bussola indicava le tenebre (全ての始まり?, Subete no hajimari) - 49. La città dorata (黄金郷?, Ōgonkyō) - 50. La culla delle brame (欲望の揺籃?, Yokubō no yōran) - 51. La forma del desiderio (願いの形?, Negai no katachi) |                        |                   |                        |
| 9  | 27 luglio 2020 | ISBN 978-4-8019-7029-8 | 4 novembre 2020   | ISBN 978-88-349-1523-3 |
| 9  | Capitoli - 52. La promessa di Faputa (ファプタの約束?, Faputa no yakusoku) - 53. Preludio alla distruzione (崩壊の序曲?, Hōkai no jokyoku) - 54. Tutto ciò che raccogli (拾うものすべて?, Hirō mono subete) - 55. Faputa e Reg (ファプタとレグ?, Faputa to Regu) |                        |                   |                        |
| 10 | 29 luglio 2021 | ISBN 978-4-801-97390-9 | 5 gennaio 2022    | ISBN 978-88-349-0772-6 |
| 10 | Capitoli - 56. Il regalo (贈り物?, Okurimono) - 57. Il valore (価値?, Kachi) - 58. Verso la strada del fuoco (火の道へ?, Hi no michi e) - 59. Calda tenebra (温かい闇?, Atatakai yami) - 60. Oro (黄金?, Kogane) |                        |                   |                        |
| 11 | 29 luglio 2022 | ISBN 978-4-8019-7802-7 | 11 gennaio 2023   | ISBN 978-88-349-1826-5 |
| 11 | Capitoli - 61. Possiamo andare ovunque (どこにでも行ける?, Doko ni demo Ikeru) - 62. Il posto della canzone (歌の場所?, Uta no basho) - 04. Cravali (ハワユードコカ クラヴァリ?, Hawayūdokoka kuravari) - 63. Heil Hex - Prologo, Heil Hex (呪詛船団・プロローグ?, Juso sendan - Purorōgu) |                        |                   |                        |
| 12 | 31 luglio 2023 | ISBN 978-4-8019-8108-9 | 7 febbraio 2024   | ISBN 978-88-349-2395-5 |
| 12 | Capitoli - 64. Bestianti (獣相?, Jūsō) - 65. È semplicemente in mezzo (ただ中にいる?, Tada naka ni iru) - 66. Lo strato più basso (最下層?, Saikasō) |                        |                   |                        |
| 13 | 30 agosto 2024 | ISBN 978-4-8019-8393-9 | 26 febbraio 2025  | ISBN 978-88-349-3198-1 |
| 13 | Capitoli (traduzioni letterali dei titoli) - 05. How are you? - Ovunque tu sia – Riko (ハワユードコカリコ?, Hau Ā Yū doko ka Riko) - 67. Dove si trova l'anima (魂のありか?, Tamashii no ari ka) - 68. È semplicemente in mezzo (渦中厄場 (前編)?, Kacchaba (zenpen)) - 69. Zona del vortice pericolosa (渦中厄場 (後編)?, Kacchaba (kōhen)) |                        |                   |                        |
| 14 | 8 agosto 2025 | ISBN 978-4-8019-8710-4 | —                 | —                      |

### Anime

Copertina del Blu-ray italiano dell'anime relativo alla prima stagione della serie anime.

Un adattamento animato di Made in Abyss è stato annunciato ufficialmente il 22 dicembre 2016. È stato sviluppato in una serie televisiva di 13 episodi (successivamente riassunti in due film di montaggio), in un lungometraggio cinematografico e in una seconda stagione televisiva composta da 12 episodi.
L'anime è prodotto da Kinema Citrus e diretto da Masayuki Kojima. La composizione della serie è stata affidata a Hideyuki Kurata, mentre la colonna sonora è stata composta da Kevin Penkin.

#### Prima stagione
La prima stagione della serie televisiva è andata in onda dal 7 luglio al 29 settembre 2017. Le sigle di apertura e chiusura sono rispettivamente Deep in Abyss di Miyū Tomita e Mariya Ise e Tabi no hidarite, saihate no migite (旅の左手、最果ての右手?) di Tomita, Ise e Shiori Izawa.
La stagione è stata distribuita internazionalmente in streaming e in simulcast da Hidive. Negli Stati Uniti i diritti sono stati acquistati da Sentai Filmworks per la piattaforma Anime Strike di Amazon.
In Italia la serie è stata acquistata da Dynit, che ha pubblicato gli episodi in simulcast su VVVVID in versione sottotitolata. Il 24 settembre 2020, Dynit conferma un'edizione doppiata in italiano, che viene pubblicata in streaming il 1º gennaio 2021 su VVVVID e Prime Video e in home video il 31 marzo dello stesso anno.
| Nº | Titolo italiano Giapponese 「Kanji」 - Rōmaji | In onda           | In onda         |
| Nº | Titolo italiano Giapponese 「Kanji」 - Rōmaji | Giapponese        | Italiano        |
| 1  | La città della voragine 「大穴の街」 - Ōana no machi | 7 luglio 2017     | 1º gennaio 2021 |
| 1  | Riko è in cerca di cimeli assieme a Nat, ma all'improvviso vengono attaccati da una creatura mostruosa. Un piccolo robottino riesce a metterli in salvo, Riko gli si affeziona e lo chiama Reg. Tuttavia, sono costretti a tenerlo nascosto perché è un cimelio molto raro, e quindi verrebbe confiscato e smontato per motivi di ricerche. |                   |                 |
| 2  | Festa della rinascita 「復活祭」 - Fukkatsu-sai | 14 luglio 2017    | 1º gennaio 2021 |
| 2  | Riko e i suoi amici riescono a far adottare Reg dall'orfanotrofio Belchero, facendolo passare per un bambino bionico. Riko viene a conoscenza del passato dei suoi genitori e scopre di essere nata nel quarto strato dell'Abisso, e grazie all'aiuto di sua madre e di un suo compagno riuscì a salire in superficie senza subire danni. |                   |                 |
| 3  | Partenza 「出発」 - Shuppatsu | 21 luglio 2017    | 1º gennaio 2021 |
| 3  | Riko ruba la lettera di sua madre arrivata dall'Abisso e dopo averne letto il contenuto vuole andare a cercarla. Anche Reg desidera andare nell'Abisso per scoprire le sue vere origini. Entrambi si decidono a partire, consapevoli dei rischi e di non poter tornare più in superficie. Una notte scappano dall'orfanotrofio aiutati dai loro amici e sull'orlo del precipizio si salutano per sempre. |                   |                 |
| 4  | L'orlo dell'Abisso 「アビスの淵」 - Abisu no fuchi | 28 luglio 2017    | 1º gennaio 2021 |
| 4  | Riko e Reg sono scesi nel primo strato e scoprono che il Leader dell'orfanotrofio vuole acciuffarli. Nat e Shiggy chiedono al signor Habo di aiutarli a fuggire, ma Riko rifiuta l'offerta dell'uomo, giunto ad aiutarli, perché vuole arrivare al secondo strato con le sue forze. |                   |                 |
| 5  | Cannone crematorio 「火葬砲」 - Kasō-hō | 4 agosto 2017     | 1º gennaio 2021 |
| 5  | Riko e Reg riescono a scendere nel secondo strato dell'Abisso ma si imbattono in uno stormo di Cantamorti e uno di essi cattura Riko. Reg riesce a salvare la bambina colpendo gli uccelli con un'arma potentissima, che Riko chiamerà "Cannone Crematorio", ma rimane svenuto per due ore. I due arrivano alla foresta capovolta degli Scimmiapardi e infine al Seeker's Camp, dove li attende una brutta accoglienza. |                   |                 |
| 6  | Base di sorveglianza 「監視基地」 - Shīkā Kyanpu | 11 agosto 2017    | 1º gennaio 2021 |
| 6  | Riko e Reg entrano nella base di sorveglianza e conoscono Marluk, un fischietto blu della loro età, e Ozen l'Inamovibile, il fischietto bianco che portò Riko in superficie assieme a sua madre. Il giorno seguente Ozen conferma a Riko che Lyza, sua madre, ormai è morta, e accompagna lei e Reg in una stanza segreta. |                   |                 |
| 7  | La signora inamovibile 「不動卿」 - Fudō kyō | 18 agosto 2017    | 1º gennaio 2021 |
| 7  | Ozen mostra a Riko la "culla" anti-maledizione, spiegandole che in realtà serve a far resuscitare esseri viventi già morti, infondendo in loro il desiderio di raggiungere il fondo dell'Abisso. Infatti Riko, che era nata morta, venne chiusa nella culla da Ozen, che non sapeva cosa farsene del corpo, ma con grande sorpresa la bambina tornò in vita. Dopo aver messo alla prova Reg in un sanguinoso combattimento, Ozen si rivela essere una figura amica per i bambini e per addestrarli a sopravvivere li avvisa che resteranno da soli in una foresta nella quale dovranno sopravvivere per dieci giorni. La signora inamovibile mette in guardia Reg dall'effetto collaterale del suo cannone crematorio su chi lo circonda, dicendogli però che in caso di estremo pericolo dovrà usarlo senza esitazione, e si allontana. |                   |                 |
| 8  | Addestramento di sopravvivenza 「生存訓練」 - Seizon kunren | 25 agosto 2017    | 1º gennaio 2021 |
| 8  | La prova di sopravvivenza ha inizio, i ragazzi se la cavano piuttosto bene e Ozen li tiene d'occhio scrupolosamente. Ha notato in Riko un grande coraggio e uno spiccato ingegno, penalizzati però dal suo scarso fisico. Reg invece ha molte doti fisiche ma è un po' fifone e gli manca la determinazione per agire. Alla fine dell'addestramento, Ozen si complimenta con loro e incoraggia Riko dicendole che, a causa della distorsione temporale sempre più ampia in profondità, ci sono ottime possibilità che sua madre sia ancora viva. Ozen le lascia in eredità il Blaze Reap, la vecchia arma di Lyza, da usare quando Reg perde i sensi. Marluk è triste di doversi separare da Riko e Reg perché sa già che il loro sarà un viaggio di non ritorno. I bambini riprendono il cammino e giungono al terzo strato. |                   |                 |
| 9  | La grande faglia 「大断層」 - Dai dansō | 1º settembre 2017 | 1º gennaio 2021 |
| 9  | Riko e Reg scendono per il terzo strato, La grande faglia, passando da una caverna a un'altra ma finiscono per errore nel nido di un Serplesto. Reg è costretto a difendere Riko con il Cannone Crematorio e sviene poco dopo. Riko va in cerca di cibo trascinando Reg per le braccia ma viene attirata dal profumo di Rosa Camelia emanato da un Bocciolo Pescatore, una pianta carnivora. Riko riesce a liberarsi dalla pianta e si avvicina all'uscita della caverna ma la aspetta ancora una ripida salita. Alcuni sintomi di risalita della maledizione sono allucinazioni visive e uditive, alle quali Riko riesce a resistere. Reg finalmente si risveglia e insieme si affacciano sulle Coppe dei giganti: il quarto strato dell'Abisso. |                   |                 |
| 10 | Veleno e maledizione 「毒と呪い」 - Doku to noroi | 8 settembre 2017  | 1º gennaio 2021 |
| 10 | Riko e Reg, all'interno di una coppa dei giganti si imbattono in un Perforanima, un mostro con un forte istinto. Il mostro allontana il Blaze Reap e ferisce Riko alla mano destra con uno dei suoi aculei velenosi. Reg ferma con una corda la circolazione del sangue nel braccio di Riko e, consapevole dei sintomi della maledizione, la porta al sicuro in alto. I sintomi di risalita del quarto strato sono emorragie e intensi dolori corporei. Reg per salvare la vita di Riko deve amputarle il braccio, ma dopo aver iniziato si accorge che la bambina non respira più e inizia a disperarsi. Per fortuna sopraggiunge un residuo eremita, Nanachi, dall'aspetto zoomorfo. Nanachi dice a Reg come stabilizzare Riko e li accompagna nel suo rifugio, un luogo immune alla maledizione dell'Abisso, per darle un antidoto. |                   |                 |
| 11 | Nanachi 「ナナチ」 - Nanachi | 15 settembre 2017 | 1º gennaio 2021 |
| 11 | Nanachi ricuce il profondo taglio che Reg ha inciso al braccio di Riko e gli chiede di procurarle all'esterno dei funghi parassiti per salvarla e degli ingredienti per la sua cena. Una volta tornato, Nanachi gli presenta Mitty, un'esploratrice che ha perso la sua umanità deformandosi e perdendo il proprio intelletto, risalendo dal sesto strato; anche Nanachi era salita assieme a lei ma per qualche motivo la maledizione non l'ha toccata se non nell'aspetto. Quando Reg va a lavare il vestito di Riko ha una visione del suo passato in cui scopre di aver conosciuto Lyza. |                   |                 |
| 12 | La vera natura della maledizione 「呪いの正体」 - Noroi no shōtai | 22 settembre 2017 | 1º gennaio 2021 |
| 12 | Mitty si avvicina a Riko e Reg si allarma; Nanachi però lo tranquillizza dicendogli che, avendo la stessa età di Riko, le piace stare con lei. Nanachi spiega a Reg che la maledizione dell'Abisso è come un velo invisibile e intangibile generato dalla stessa distorsione che permette alla luce di arrivare fin lì, facile da attraversare quando si scende e con effetti devastanti quando si sale. Gli fa poi affrontare il Perforanima, il mostro che ha ferito Riko, insegnandoli che i mostri da quel livello in poi hanno la capacità di predire il futuro. Reg segue i suoi ordini a distanza e lo mette in fuga con il Cannone Crematorio, lasciando per la prima volta Nanachi a bocca aperta. Reg affida un messaggio a un esploratore per Jiruo dell'orfanotrofio: "Noi stiamo continuando la nostra avventura". Inaspettatamente Nanachi, rimasta sorpresa dalla potenza dell'arma di Reg, gli chiede di uccidere Mitty. |                   |                 |
| 13 | Coloro che sfidano 「挑む者たち」 - Idomu-sha-tachi | 29 settembre 2017 | 1º gennaio 2021 |
| 13 | Nanachi racconta a Reg il suo passato: è scesa fino al quinto strato dell'Abisso assieme ad altri bambini ingannati dal fischietto bianco Bondold. In questa circostanza conosce Mitty e le due bambine stringono amicizia. Bondold però utilizza i bambini come cavie per trovare un rimedio alla maledizione del sesto strato; le ultime due cavie sono Mitty e Nanachi che, come tutti gli altri, vengono fatte scendere e risalire con un particolare montacarichi che trasferisce le maledizioni di due persone su una sola. Nanachi subisce quella che Bondold chiama "benedizione" e ottiene l'aspetto di un coniglio, mentre Mitty perde la sua umanità e la capacità di comunicare. Incredibilmente, la doppia maledizione ha reso Mitty immortale e Bondold tenta di ucciderla diverse volte fino a quando Nanachi non decide di fuggire dal laboratorio di ricerca assieme a lei. Nanachi trova un rifugio nel quarto strato, riparato dalla maledizione, e prova invano a uccidere Mitty con veleni e altre armi, facendola solo soffrire. Adesso che Nanachi sa che Reg possiede il Cannone Crematorio, un cimelio in grado di riscrivere le leggi dell'Abisso simile a un'arma con cui Bondold aveva definitivamente disintegrato un occhio di Mitty, gli chiede di usarlo per finire la vita della sua amica senza farla soffrire, ma Reg vuole prima rifletterci. Reg alla fine accetta e usa il Cannone Crematorio contro Mitty, ma prima chiede a Nanachi di promettergli di non cercare la morte dopo l'ultimo saluto alla sua amica. Mentre Reg dorme per effetto del cannone Riko riprende conoscenza e insegna a Nanachi a cucinare. Quando si sveglia anche Reg, Riko si stupisce dell'assenza di qualcuno, infatti racconta di aver sognato di incontrare una ragazzina tormentata e di averla vista finalmente sollevata nel momento in cui si si era sentito odore di bruciato e aveva potuto andarsene. Nanachi toglie i funghi curativi dal braccio di Riko e la bambina riconosce nella sua cicatrice la prova indelebile che Reg l'ha voluta salvare. Riko chiede a Nanachi di accompagnarli nella loro discesa nell'Abisso e lei accetta, anche per ricordare Mitty. Tutti e tre lasciano un messaggio in una mongolfiera per la superficie e si preparano a partire verso il quinto strato dell'Abisso. |                   |                 |

Nel 2019 sono stati prodotti due film riepilogativi di questa stagione: Made in Abyss: Tabidachi no yoake (メイドインアビス 旅立ちの夜明け? lett. "Made in Abyss: L'alba della partenza"), che raccoglie gli eventi dei primi otto episodi, e Made in Abyss: Hōrō suru tasogare (メイドインアビス 放浪する黄昏? lett. "Made in Abyss: Crepuscolo errante"), che termina la narrazione con i restanti cinque episodi. Sono stati distribuiti rispettivamente il 4 e il 18 gennaio 2019.

#### Dawn Of The Deep Soul
Made in Abyss: Dawn Of The Deep Soul (メイドインアビス 深き魂の黎明?, Made in Abyss: Fukaki Tamashii no Reimei, lett. "L'alba dell'anima dal profondo") è un film d'animazione tratto dai volumi 4 e 5 del manga e sequel della prima stagione della serie anime. È stato proiettato nelle sale giapponesi dal 17 gennaio 2020
L'edizione italiana è stata curata da Dynit e pubblicata direttamente in home video il 1º settembre 2021.

##### Trama
Riko, Reg e Nanachi arrivano nel campo di Fiori della Perseveranza e uno degli Umbra Hands, il corpo di esploratori di Bondold, restituisce a Reg il Blaze Reap precipitato lì. Il campo è infestato dai Falseterni, delle larve parassite, perciò i bambini si allontanano alla svelta e raggiungono il fondo del quinto strato, Il mare di cadaveri, su cui si erge l'avamposto di Bondold noto come Idrofront. All'interno di esso è situato un altare sacrificale che consente la discesa nel sesto strato. Il signore dell'aurora attendeva i tre giovani esploratori e Prushka, una bambina che considera Bondold suo padre, li accoglie con riguardo ed entusiasmo. Bondold avvisa loro che non potranno scendere nel sesto strato senza un loro personale fischietto bianco, e nel frattempo offre loro un alloggio.
Quella notte Nanachi si reca da Bondold per offrirsi di lavorare con lui, sacrificando la sua libertà per quella di Riko e Reg, ma Bondold ha già fatto rapire Reg per studiare il suo corpo e gli Umbra Hands gli hanno amputato l'avambraccio destro. Riko, non trovando più nessuno nella sua stanza, decide di andare a cercare i suoi compagni salendo per una scalinata. Prushka la aiuta facendole respirare con il fiato del suo animaletto Meinya e sia loro che Nanachi arrivano in tempo per evitare altre torture a Reg. Riko e Nanachi scappano con Reg all'esterno e attirano Bondold in un nido di Gran Scorpioni, dal quale esce indenne, e anche dopo che Reg lo ha ucciso facendolo risalire dalle profondità di un lago, Bondold seguita a vivere nel corpo di un Umbra Hands che si è impossessato della sua maschera. Riko è convinta che questa sua abilità sia dovuta al cimelio Zoaholic, e quando si riprendono dalle ferite i tre avventurieri tornano nell'Idrofront.
Reg provoca un blackout permettendo a Riko e Nanachi di raggiungere la stanza delle torture per la fabbricazione delle cartucce, dispositivi apotropaici composti dagli organi di bambini massacrati vivi, che continuano a rimanere in vita incassando gli effetti della maledizione normalmente destinati al loro sfruttatore. Il signore dell'aurora raggiunge le bambine e spiega loro che tali esperimenti sono volti a ricavare alternativamente la Your Worth, la materia prima dei fischietti bianchi ottenibile solo da un essere umano sacrificatosi volontariamente. L'energia assorbita da Reg lo trasfigura e gli fa perdere il senno; in quelle condizioni l'Aubade assale Bondold con il Cannone Crematorio e rinsavisce grazie a Nanachi. Usciti all'esterno, Reg combatte contro Bondold in un crepaccio facendogli consumare tutte le cartucce che ha, e tra quelle è presente anche quella ricavata da Prushka.
Riko sopraffà Bondold mentre tortura Reg, usando il Cannone Crematorio del braccio reciso del suo amico, e per l'assenza di altri Umbra Hands nei paraggi il nemico si spegne definitivamente. Dalla cartuccia di Prushka fuoriesce il suo sangue e la Your Worth. Essa, suonata da Riko a mo' di fischietto bianco, guarisce all'istante Reg e gli ripristina tutti i colpi di Cannone Crematorio che aveva consumato, dimostrando di meritarsi il nome di "pietra che risuona di vita". Riko, Reg e Nanachi fanno tesoro del sacrificio di Prushka, che porteranno con loro nella discesa nell'Abisso. Prima di immergersi nel mare di cadaveri notano che Bondold è riuscito a riprendersi un corpo, ma non se ne curano.

#### Seconda stagione
Una seconda stagione, che porta il sottotitolo La città dorata del sole ardente (烈日の黄金郷?, Retsujitsu no ōgonkyō), è stata confermata il 4 maggio 2021 ed è stata trasmessa dal 6 luglio al 28 settembre 2022 in Giappone.
La stagione viene distribuita nel resto del mondo in simulcast da Hidive e viene pubblicata in simulcast su Prime Video con sottotitoli in lingua italiana su licenza Dynit. L'editore, durante il Romics 2022, ha confermato la distribuzione della stagione doppiata in italiano che debutta il 17 ottobre 2022 con i primi sei episodi su Prime Video e termina il 5 dicembre 2022 con la pubblicazione dei restanti sei episodi. La stagione viene inoltre pubblicata in home video da Dynit il 26 aprile 2023.
| Nº | Titolo italiano Giapponese 「Kanji」 - Rōmaji | In onda           | In onda         |
| Nº | Titolo italiano Giapponese 「Kanji」 - Rōmaji | Giapponese        | Italiano        |
| 14 | La bussola indicava le tenebre 「羅針盤は闇を指した」 - Rashinban wa yami o sashita | 6 luglio 2022     | 17 ottobre 2022 |
| 14 | Prima della fondazione di Orth, un gruppo di avventurieri chiamato Ganja raggiunse l'isola dell'Abisso via mare, guidati dalla bussola celeste di Vueco, una ragazza unitasi a loro con la qualifica di saggio. Solo la nave del capitano Wazukyan sopravvisse a una tempesta nei pressi dell'Abisso. Una volta approdati, i Ganja scambiarono la bussola con gli indigeni del luogo in cambio di indicazioni, e si fecero accompagnare da Ilmyui, una bambina che viveva lì, lungo la discesa dell'Abisso in cerca di una fantomatica città d'oro. Riko, Reg e Nanachi, assieme a Prushka e Meinya, ripercorrono lo stesso viaggio di quegli esploratori: salgono bordo di una navetta che attraversa il mare di cadaveri e li conduce al sesto strato, La capitale del non ritorno. |                   |                 |
| 15 | La capitale del non ritorno 「還らずの都」 - Kaerazu no miyako | 13 luglio 2022    | 17 ottobre 2022 |
| 15 | I tre giovani avventurieri cercano approvvigionamenti e tentano di inviare una lettera in superficie, ma viene subito intercettata dagli insetti di quello strato. Nella notte un ladro misterioso ruba Prushka e lascia dei segni sul disegno dei tre destinato a salire, tracciando un simbolo su Riko e uno più piccolo su Nanachi. Durante le ricerche di Prushka, Reg trova dei peli delle due ragazze nelle viscere di alcuni animali. Riko, Reg e Nanachi giungono in un posto popolato da strani esseri. Lì uno di loro chiamato Majikaja li accoglie e spiega che qualcuno si sta già occupando del fischietto bianco di Riko, dopodiché si fa seguire. |                   |                 |
| 16 | Il villaggio dei residui 「成れ果て村」 - Narehate mura | 20 luglio 2022    | 17 ottobre 2022 |
| 16 | Prushka sta venendo perfezionata, pertanto Riko decide di non interrompere l'artigiano. Riko, Reg e Nanachi si trovano nel villaggio dei residui, abitato da esploratori che hanno perso la loro forma umana per assumere quella dei loro desideri. Ogni residuo dà valore alle cose che preferisce, e l'intero villaggio si basa su tale valuta. Riko riceve il risarcimento per un torto commesso a Meinya che costa al colpevole persino la vita, appurato l'incommensurabile valore che l'animaletto ha per la bambina. Con quei soldi, i giovani esploratori ottengono vitto e alloggio nel villaggio. Mentre Nanachi resta nell'albergo ad accudire Meinya e Riko col mal di pancia, Reg segue la folla e si trova al cospetto di Faputa, la cosiddetta principessa dei residui. |                   |                 |
| 17 | Amicizia 「友人」 - Yūjin | 27 luglio 2022    | 17 ottobre 2022 |
| 17 | Faputa conosce già Reg e lo porta in un posto più protetto per osservarlo da vicino. Reg ha il sentore di averla già incontrata in passato ma sa che lei non può conoscerlo con il nome che gli ha dato Riko, perciò si allontana. Nanachi sente Majikaja parlare di Mitty e si fa accompagnare da Belafu, uno dei tre saggi, ove si trova la sua amica. Riko si libera dalla diarrea e stringe amicizia con Maa, il residuo che aveva ferito Meinya e che ora ha salvato sia lui che Riko da un altro abuso. Maa accompagna Riko in un ristorante, in cui la ragazza scopre che sia la proprietaria del locale che Wazukyan, un altro dei tre saggi che si trova lì, capiscono la sua lingua. |                   |                 |
| 18 | Qualcosa di nascosto 「秘匿」 - Hitoku | 3 agosto 2022     | 17 ottobre 2022 |
| 18 | Reg viene assalito da uno scriccioldrago e salvato da un interferone, una macchina che ha il compito di sorvegliare lo strato a cui appartiene e crede che Reg sia di costruzione simile a lui. Riko si fa insegnare la lingua del villaggio dal gestore della locanda e per trovare i suoi amici scende nel Doguup, una buia caverna, al centro della quale incontra Vueco. La ragazza era stata imprigionata perché si era opposta alla fondazione del villaggio, Riko la libera e si fa accompagnare nella casa di Belafu dove si trova Nanachi. Quest'ultima ha dato la sua vita per la libertà di Mitty, o meglio, di una sua riproduzione dalla quale Belafu succhiava linfa vitale. Riko la riconosce e desidera portarla via con sé assieme a Nanachi, ma dovrà pagare con delle parti del suo corpo. |                   |                 |
| 19 | Richiamo 「呼び込み」 - Yobikomi | 10 agosto 2022    | 17 ottobre 2022 |
| 19 | Majikaja convince Riko a non vendersi per salvare Nanachi e subito dopo un mostro, attirato appositamente dai residui per cacciarlo, assale il villaggio. Riko si precipita dal fabbro Poryon per recuperare Prushka, abilmente trasformata in un fischietto bianco, prima che il mostro la distrugga. Juroimo, uno dei tre saggi, entra in azione per contrastare l'intruso e Riko, assieme a Kaja e ad altri residui, escogita un piano per catturarlo. La trappola di Riko non riesce a fermare il mostro. Alla ragazzina non resta altro da fare che suonare il suo nuovo fischietto bianco, grazie al quale Reg riesce a raggiungerla con un nuovo aspetto e più forza di prima. Wazukyan, giunto sul luogo dello scontro dopo la fine del combattimento, suggerisce a Riko di impossessarsi di una parte del corpo di Faputa, l'incarnazione del valore, per poter saldare il debito di Nanachi e liberarla. Vueco ha riconosciuto in Reg, mentre combatteva, un abitante della capitale dorata e inizia a raccontare a Riko la storia di Faputa. |                   |                 |
| 20 | La culla delle brame 「欲望の揺籃」 - Yokubō no yōran | 17 agosto 2022    | 5 dicembre 2022 |
| 20 | Giunti al sesto strato, i Ganja si accorsero di non poter più risalire in forma umana e misero radici in quel luogo, familiarizzando con tre interferoni che erano lì. Successivamente si accorsero che l'acqua da cui bevevano era una creatura che prolifera nei corpi di chi la beve, causandogli diarrea e deformazione degli arti. Tre esploratori portarono al villaggio un uovo, identificato dagli interferoni come "culla delle brame", un oggetto in grado di dare alle persone la forma dei propri desideri. Vueco diede l'uovo a Ilmyui, sperando di far guarire almeno lei, e la bambina mutò il suo corpo in uno in grado di avere dei figli, come aveva sempre sognato. Tali figli però erano creature incapaci di sopravvivere, e la bramosia di Ilmyui di partorire superava il dolore provocatole dalla loro morte. Anche Vueco si ammalò come tutto il villaggio, fino a che Wazukyan non trovò un nutrimento in grado di curare tutti. |                   |                 |
| 21 | La forma del desiderio 「願いの形」 - Negai no katachi | 24 agosto 2022    | 5 dicembre 2022 |
| 21 | Reg va da Faputa per chiederle un pezzo del suo corpo, e lei è pronta a staccarselo se Reg manterrà la promessa che le fece. In passato Wazukyan diede un'altra culla delle brame a Ilmyui, che si ingigantì e continuò a partorire dei figli, i quali venivano regolarmente sequestrati dal saggio e cucinati in un brodo che curava i sintomi dell'acqua. Quando tutto il villaggio si riprese, Belafu si dimenava nella sofferenza per essersi nutrito dei figli di Ilmyui, e per aver tentato di resistere alla fame era ancora malato. Fu il primo a fare ammenda supplicando Ilmyui di prendere il suo corpo umano, gli altri lo seguirono ad eccezione di Vueco, convinta che il loro sacrificio non sia ciò che desiderava Ilmyui. All'interno del corpo di Ilmyui nacque il villaggio dei residui, dove i Ganja continuarono a vivere dopo aver perso la loro forma umana, e Vueco venne imprigionata da Wazukyan nel punto più vicino alla mente di Ilmyui, tra le anime dei suoi piccoli che dovevano ancora nascere. L'ultima figlia che Ilmyui diede alla luce fu Faputa, che eredita l'aspetto fisico originale della madre come anche il rancore verso i Ganja, e desidera distruggere il villaggio che costoro hanno fondato. |                   |                 |
| 22 | Ritorno 「帰還」 - Kikan | 31 agosto 2022    | 5 dicembre 2022 |
| 22 | Reg torna a Ilblu portando con sé il pezzo di Faputa e manda tutto il villaggio in subbuglio per l'enorme valore mai introdotto prima. Vueco gli suggerisce di non portarlo così da Belafu perché è un tipo sensibile e Wazukyan confessa a Riko che avrebbe intenzione di sfruttarla per proseguire la sua discesa. Mentre stanno ancora parlando, Juroimo irrompe nel villaggio e ostruisce le vie di fuga a Reg, dopodiché lo cattura con il liquame di Ilmyui e gli strappa il pezzo di Faputa. Reg lo distrugge usando il Cannone Crematorio e recupera il pezzo, ma così facendo apre un varco che permette a Faputa di entrare e adempie in tal modo la promessa che le fece. La principessa esprime a parole tutto l'odio che ha sempre covato per gli abitanti di quel villaggio e dà inizio a un'offesa contro di loro. |                   |                 |
| 23 | Tutto ciò che raccogli 「拾うものすべて」 - Hirou mono subete | 7 settembre 2022  | 5 dicembre 2022 |
| 23 | La maledizione dell'abisso sta per intaccare il villaggio dei residui e Belafu non è più interessato a tenere con se Nanachi e Mitty. Il saggio sente che la sua fine è vicina e, dopo aver travasato i suoi ricordi in Nanachi, lascia libere lei e Mitty, anche se quest'ultima è destinata a dissolversi man mano che si allontana dal luogo in cui è nata. Faputa sta massacrando i residui e Reg vuole fermarla. La principessa è arrabbiata perché Reg non ricorda niente del suo passato, così gli racconta del loro incontro: lui era in viaggio verso la cima dell'abisso e promise a Faputa di aiutarla a riscrivere la sua natura distruttiva una volta ritornato. Riko aiuta Reg con un fischio e Faputa, riconoscendo Prushka, confessa di essere stata lei a rubarla per far sì che venisse raffinata. Wazukyan protegge gli abitanti rimasti da una pioggia di metallo e, una volta finito l'effetto del fischietto bianco, Faputa attacca Reg. |                   |                 |
| 24 | Valore 「価値」 - Kachi | 14 settembre 2022 | 5 dicembre 2022 |
| 24 | Faputa si arrabbia con Riko, incolpandola della perdita di memoria di Reg, ma Gaburun prende le difese della ragazzina convinto di agire per il bene di Faputa. Nanachi e Belafu si presentano al cospetto di Faputa e la principessa, riconosciuta la colpevolezza del saggio, lo uccide a morsi, ma rimane ammaliata dall'essenza dei ricordi di sua madre lasciati in eredità da Belafu. Nanachi e i residui ne approfittano per ripararsi nel sottosuolo e, venuta a mancare la membrana di protezione, gli animali selvaggi entrano dall'esterno per nutrirsi degli abitanti. Vendendosi rubare la sua unica ragione di vita, Faputa si lancia all'attacco contro le bestie ma viene scorticata e maciullata, suscitando compassione tra i residui che si offrono a lei per rinsavirla. Anche Gaburun, l'interferone che ha sempre vissuto con lei, perisce per salvare la vita a Faputa. La principessa segue il consiglio datole da Belafu in punto di morte, pertanto, avendo compiuto il suo dovere, è pronta a decidere da sola quale sarà il suo valore. |                   |                 |
| 25 | Oro 「黄金」 - Ōgon | 28 settembre 2022 | 5 dicembre 2022 |
| 25 | In passato, Faputa strinse per la prima volta un rapporto umano con Gaburun, il quale le insegnò il significato del valore e soprattutto dell'estrema importanza che hanno le persone care, nota come haku. Faputa, dopo il suo rinvigorimento, si sente più risoluta e il suo pelo è pitturato da chiazze dorate. Majikaja, Moogy e gli altri residui accompagnano Riko, Reg e Nanachi da Wazukyan per un ultimo colloquio. Egli spiega ai tre avventurieri che il loro obiettivo era travalicare lo stato di umanità, e solo facilitando il percorso a eredi curiosi e coraggiosi come loro, secondo un connubio che definisce accumulo, riusciranno nell'intento. Il saggio, prima di polverizzarsi, chiede loro di occuparsi di Faputa e li mette in guardia dalla nostalgia che proveranno una volta terminata la discesa, ma Riko è sicura che la realizzazione del loro sogno la inibirà. Faputa inizia a percepire un legame con i residui e li richiama a sé, per la prima volta senza accenni di rancore. Vueco, che si era separata da Wazukyan in precedenza per raggiungere Ilmyui in sommità, viene sopraffatta dalla maledizione dell'Abisso che ha iniziato a penetrare nel villaggio. Pakkoyan, uno dei residui, la nota e la lancia verso il basso salvandola da una completa trasfigurazione, mentre Nanachi la raccoglie e la porta da Faputa. Riko suona il fischietto bianco per aiutare Reg a combattere gli scriccioldraghi, mentre Faputa annuncia ai residui convocati che per afferrare appieno il valore di sua madre necessita di un loro sacrificio. Dopo averli divorati, Faputa si integra con l'ambiente circostante e lo fa crollare. Kaja e Maa vengono risparmiati e incaricati dalla principessa di aiutare Riko e Nanachi a fuggire, ma perdono la vita per adempiere il loro compito. Anche Vueco si spegne nella sofferenza, non prima di aver trasmesso a Faputa alcuni ricordi di sua madre. Faputa ha compiuto la vendetta per la quale è nata ed è rimasta sola, allora Reg le propone di unirsi a loro nel viaggio verso il fondo dell'Abisso. |                   |                 |

#### Episodi speciali
Marulk's Everyday (マルルクちゃんの日常?, Marulk-chan no nichijō, lett. "La vita quotidiana del piccolo Marluk") è una serie di quattro cortometraggi della durata di tre minuti e mezzo, proiettati in Giappone come anteprima del film Dawn Of The Deep Soul.
Il tema portante è omonimo alla serie ed è utilizzato nei titoli di coda. La colonna sonora è stata pubblicata il 17 gennaio 2020.
I corti sono stati raccolti nel box Blu-Ray di tutti i tre film della serie uscito il 25 maggio 2021. In Italia sono stati pubblicati il 14 giugno 2021 in versione sottotitolata su VVVVID e doppiati nei box DVD e Blu-Ray di Made in Abyss: Dawn Of The Deep Soul.
| Nº | Titolo italiano Giapponese 「Kanji」 - Rōmaji | Prima visione   | Prima visione     |
| Nº | Titolo italiano Giapponese 「Kanji」 - Rōmaji | Giapponese      | Italiano          |
| 1  | Per favore 「おねがい」 - Onegai | 17 gennaio 2020 | 1º settembre 2021 |
| 1  | Marluk deve portare Ozen nel suo letto perché si è addormentata sul tavolo della cucina. L'apprendista allora idea un complicato sistema di corde e pulegge per sollevarla ma ne rimane intrappolato. |                 |                   |
| 2  | Commissione 「おつかい」 - O Tsukai | 24 gennaio 2020 | 1º settembre 2021 |
| 2  | Ozen affida a Marluk una commissione nella città di Orth. L'apprendista fatica a comprendere l'ubicazione del negozio e chiede a Nat, che conosce per caso, di aiutarlo. Nat per tutto il tempo lo scambia per una ragazza e lo accompagna al negozio del signor Habo, dietro il quale l'attendeva Ozen con gli altri esploratori del Seeker's Camp.                                          |                 |                   |
| 3  | Pulizie 「おそうじ」 - Osōji | 31 gennaio 2020 | 1º settembre 2021 |
| 3  | Per ordine di Ozen, Marluk deve dare una ripulita alle stanze di Ierme, Zapo e Shimurd, che sono sporche e in disordine. |                 |                   |
| 4  | Ricordi 「おもいで」 - Omoide | 7 febbraio 2020 | 1º settembre 2021 |
| 4  | Marluk si addormenta dopo aver steso il bucato e rimembra il giorno in cui conobbe Ozen: stava scendendo nell'Abisso a bordo di un vascello volante che fu sorpreso da un branco di creature che sterminarono l'intero equipaggio, tra cui il padre di Marluk. Ozen e gli esploratori arrivarono sul posto poco dopo, uccisero le creature e accolsero Marluk, l'unico superstite del gruppo. |                 |                   |

Il primo volume home video della seconda stagione conterrà un OAV con protagonista Prushka e ispirato graficamente agli storici cortometraggi Disney.
| Nº  | Titolo italiano (traduzione letterale) Giapponese 「Kanji」 - Rōmaji | In onda         | In onda |
| Nº  | Titolo italiano (traduzione letterale) Giapponese 「Kanji」 - Rōmaji | Giapponese      |         |
| OAV | Insieme a papà 「パパといっしょ」 - Papa to issho                    | 26 ottobre 2022 |         |

### Videogioco
Spike Chunsoft ha prodotto un action RPG 3D basato sul manga dal titolo Made in Abyss: Binary Star Falling into Darkness (メイドインアビス 闇を目指した連星?, Made in Abyss: Yami o mezashita rensei). Supervisionato da Akihito Tsukushi, il gioco è stato distribuito per PlayStation 4, Nintendo Switch e Microsoft Windows (tramite Steam) nel settembre 2022, con il doppiaggio sia in inglese che in giapponese. Numskull Games distribuirà una versione fisica in Europa.

### Live action
Un film live action è stato annunciato il 25 giugno 2021 e verrà prodotto da Columbia Pictures.